# Sonorella neglecta
Sonorella neglecta är en snäckart som beskrevs av Gregg 1951. Sonorella neglecta ingår i släktet Sonorella och familjen Helminthoglyptidae. Inga underarter finns listade i Catalogue of Life.